# Эдбурга из Бистера
Эдбурга (англ. Edburga; умерла около 650) — святая дева из Бистера, память 18 июня (по иным сведениям — 18 июля).
Св. Эдбурга, дева, принцесса, была, предположительно, дочерью короля мерсийского Пенды. Она поступила в монастырь Кастор, основанной её сестрой, св. Кунибергой. Впоследствии, вместе со своей сестрой, св. Юдитой, она основала маленький монастырь в Эйлсбери. Они были племянницами св. Оситы.
Мощи св. Эдбурги были перенесены из Эддербери, иначе Города Эдбурги (англ. Edburgh’s burgh), что в английском графстве Оксфордшир, в Бистер в 1182 году. Её рака пребывает в городе Стэнтон Харкёрт. В 1500 году папским декретом её мощи были перенесены во Фландрию.